# Molnár Béla (politikus, 1953)
Molnár Béla (Budapest, 1953. január 17. –) mérnök, vívóedző, politikus, országgyűlési képviselő.

## Tanulmányai
A szentendrei Ferences Gimnáziumban érettségizett. A Budapesti Műszaki Egyetem Villamosmérnöki Karán kezdte egyetemi tanulmányait, ahol 1978-ban szerezte villamosmérnöki diplomáját. Emellett sugárfizikát is hallgatott.

## Politikai pályafutása
1992-ben lépett be a Kereszténydemokrata Néppárt-ba, majd 1994-ben, az önkormányzati választásokon KDNP-Fidesz-MDF közös jelöltjeként Budapest XIII. kerületében egyéni mandátumot szerzett. Ugyanebben az évben a KDNP kerületi elnöke, később fővárosi alelnöke lett.  Az 1997-es pártszakadást követően az MKDSZ alapító tagja, fővárosi alelnöke. 1998-ban listás képviselőként került be a kerületi önkormányzatba. 2002-ben újraválasztották. A KDNP 2003-as újjászerveződés után újra a párt tagja, ahol megválasztják a párt fővárosi elnökévé és alelnöki rangban az ügyvezető elnökség tagjává.
A 2006-os országgyűlési választásokon a budapesti Fidesz-KDNP közös lista 6. helyéről bejutott az Országgyűlésbe, ahol a KDNP-frakció tagja lett. A gazdasági és informatikai tagja. 2006 és 2008 között a környezetvédelmi bizottság tagja is. A 2010-es országgyűlési választáson nem indult.

## Edzői pályafutása
A Testnevelési Főiskolán vívó szakedzői diplomát szerzett 1982-ben. Nyolc évig a szombathelyi Haladás VSE vívó szakosztályának vezetőedzője, majd a Csepel SC utánpótlásának edzője.

## Művei
- A Kárpát-medence értékei; Info13 Közhasznú Egyesület, Bp., 2010

## Külső hivatkozások
- Molnár Béla országgyűlési adatlapja
- Molnár Béla a KDNP honlapján

1. ↑  PIM-névtér-azonosító. (Hozzáférés: 2020. június 2.)